# Bengt Gustafsson (militär)
Sten Bengt Gustaf Gustafsson, född 2 december 1933 i Hästveda församling i Kristianstads län,, död 15 mars 2019 i Hedvig Eleonora distrikt i Stockholm, var en svensk militär (general) som var Sveriges överbefälhavare 1986–1994.

## Biografi
Gustafsson avlade officersexamen på Krigsskolan 1959. Han blev fänrik vid Bodens ingenjörkår samma år. Gustafsson befordrades till löjtnant 1961, gick på Militärhögskolan 1966 och blev kapten 1967. Åren 1966–1979 var han generalstabsofficer vid Arméstaben och Försvarsstaben, och 1970–1973 byråchef vid Civilförsvarsstyrelsen. Gustafsson gick på Försvarshögskolan 1971 och 1982. Han befordrades till major 1972, till överstelöjtnant 1974 och till överstelöjtnant med särskild tjänsteställning 1975. Han var bataljonschef vid Älvsborgs regemente 1979–1981. År 1981 befordrades han till överste och var chef för Svea ingenjörregemente 1981–1982. År 1982 befordrades han överste av första graden och var departementsråd i Försvarsdepartementet 1982–1984, varpå han 1984 befordrades till generallöjtnant och var militärbefälhavare för Övre Norrlands militärområde 1984–1986. Han befordrades till general 1986 och var överbefälhavare 1986–1994.
Han invaldes 1979 som ledamot av Kungliga Krigsvetenskapsakademien. År 1990 invaldes han som hedersledamot av Kungliga Örlogsmannasällskapet, men han utträdde 2004.
Gustafsson var son till radiotekniker Gustav Svensson och Frida Lundell. Han gifte sig 1957 med Inger Gustafsson.

## Utmärkelser
- Hans Majestät Konungens medalj, 12:e storleken i guld att bäras om halsen i kedja (1992)[7]
- Flygvapenfrivilligas förtjänstmedalj i guld (1994)[8]
- Kungliga Krigsvetenskapsakademiens belöningsmedalj, 15:e storleken (12 november 2016)[9]
- 1:a klass av Örnkorsets orden (2 februari 2005)[10]